# 앙리 네슬레

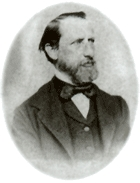
앙리 네슬레

앙리 네슬레(Henri Nestlé, 1814년 8월 10일 ~ 1890년 7월 7일)는 독일과 스위스의 기업인이며 네슬레의 창업주이기도 하다.

## 생애
1814년 8월 10일 독일 프랑크푸르트에서 아버지와 어머니 사이에서 2남 중 차남으로 태어나 독일과 스위스의 기업인이며 네슬레 창업주이기도 하다. 형은 구스타프 에드먼드 네슬레가 있는데 사고로 부모를 한꺼번에 잃고 동생인 앙리 네슬레의 손으로 키웠다. 앙리 네슬레는 독일과 스위스 제과 회사이자 세계 최대의 식음료 회사인 네슬레의 설립자로 여직원을 만나 결혼하여 슬하에 아들 1명을 두었는데 손자 1명을 두고 있었다. 그는 네슬레의 창업주이자 초대 사장과 초대 회장을 지냈고 외아들인 앙리 네슬레 주니어가 2대 사장과 2대 회장이 되고 있는데 유일한 친손자인 앙리 네슬레 3세가 3대 사장 겸 3대 회장을 지낸 그가 있다. 그리고 증손자인 앙리 네슬레 4세가 4대 사장과 4대 회장을 지냈고 이번에는 고손자인 앙리 네슬레 5세가 5대 사장과 5대 회장을 지냈는데 6대손인 앙리 네슬레 6세가 네슬레의 대표이사 6대 사장이 되었다가 경영에서 물러나고 직원인 파울 뷜커와 울프 슈나이더에게 회장과 사장직을 물려주고 있었다.

## 사망
앙리 네슬레 회장이 암에 걸려 1890년 7월 7일 스위스 몽트뢰에 병원에서 이송하여 세상을 떠났으며 유족은 외아들인 앙리 네슬레 주니어와 유일한 친손자인 앙리 네슬레 3세가 있으며 장증손자인 앙리 네슬레 4세와 장고손자인 앙리 네슬레 5세도 기업을 받고 있었다.
유족은 아들인 앙리 네슬레 주니어와 손자인 앙리 네슬레 3세 부자가 있다. 그가 사망한 후에 증손자인 앙리 네슬레 5세와 고손자인 앙리 네슬레 6세가 기업을 경영하고 있다. 6대손인 앙리 네슬레 6세도 회사를 경영하고 있고 7대손인 앙리 네슬레 7세가 상무를 맡고 있다.

## 가족 관계
- 아들 : 앙리 네슬레 주니어 (1856년 ~ 1900년)
- 손자 : 앙리 네슬레 3세 (1886년 ~ 1955년)
- 증손자 : 앙리 네슬레 4세 (1916년 ~ 2011년)
- 고손자 : 앙리 네슬레 5세 (1936년 ~ 생존)